# Alison Wright (Leichtathletin)
Alison Wright (* 1. Dezember 1949) ist eine ehemalige neuseeländisch-britische Mittel- und Langstreckenläuferin.
Für Neuseeland startend wurde sie bei den Commonwealth Games 1978 in Edmonton Sechste über 1500 m und erreichte über 800 m das Halbfinale. 1979 wurde sie beim Leichtathletik-Weltcup in Montreal Fünfte über 1500 m.
Bei den Crosslauf-Weltmeisterschaften 1981 kam sie für Schottland startend auf den 95. Platz.
1977 und 1978 wurde sie Neuseeländische Meisterin über 1500 m. 1981 wurde sie Schottische Meisterin im Crosslauf und Englische Hallenmeisterin sowie Schottische Meisterin über 1500 m.

## Persönliche Bestzeiten
- 800 m: 2:02,7 min, 19. August 1979, Köln
- 1000 m: 2:38,54 min, 17. August 1979, Berlin (ehemaliger neuseeländischer Rekord)
- 1500 m: 4:11,68 min, 15. August 1979, Zürich
- 1 Meile: 4:37,06 min, 8. Juli 1979, Gateshead
- 3000 m: 9:00,68 min, 23. Juni 1981, Cork